# Stafford Glacier
Stafford Glacier är en glaciär i Antarktis. Den ligger i Östantarktis. Nya Zeeland gör anspråk på området. Stafford Glacier ligger 685 meter över havet.
Terrängen runt Stafford Glacier är bergig åt sydost, men åt nordväst är den kuperad. Trakten är obefolkad. Det finns inga samhällen i närheten. 